# Roger Ridley
Roger Ridley (Lumpkin megye, Georgia, 1948. április 30. – Los Angeles, Kalifornia, 2005. november 16.) amerikai utcazenész.
Az életem zene körül zajlik: apám, anyám, bátyáim és nővéreim, mindenki gitározott valamennyire.
Santa Monicában (Kalifornia), a 3. utca sétányán zenélt. A közönség iránti szeretete egyértelmű volt: Las Vegas-i otthonából (Nevada) minden szombaton a Santa Monica-i helyszínre utazva igyekezett a legjobb teljesítményt nyújtani, majd este hazautazott. Roger kedvenc száma a Stand By Me volt, amelyet a Playing for Change is rögzített. (Ez az alapítvány szakadatlanul azon van, hogy zenével kapcsolja össze a világot).
Egy nap a sétányon járva Mark Johnson meghallotta Roger Ridleytől a Stand By Me-t, és Roger hangját, aki szenvedélyét és lelkét megosztotta a világgal.